# Najważniejsza (singel)
Najważniejsza – singel polskiego zespołu muzycznego Verba z gościnnym udziałem piosenkarki Sylwii Przybysz, wydany 8 października 2015 roku. Do utworu powstał teledysk.
Singel uzyskał status dwukrotnie platynowej płyty w Polsce.

## Lista utworów
- Digital download

1. „Najważniejsza” – 3:09